# 韋爾希納-茲加爾西卡
49°50′17″N 32°12′08″E / 49.83806°N 32.20222°E
韋爾希納-茲哈爾斯卡（烏克蘭語：Вершина-Згарська）是位於烏克蘭中部的村莊，由切爾卡瑟州佐洛托諾沙區的佐里夫卡市鎮負責管轄。該村始建於1618年，面積1.55平方公里，海拔高度116米，2008年人口282，人口密度每平方公里181.9人。